# Ратко Достанић
Ратко Достанић (Лучани, 25. октобар 1959) је бивши српски фудбалер, а садашњи фудбалски тренер.

## Играчка каријера
Био је фудбалер (одбрамбени играч) зајечарског Тимока и београдског Рада, мада је прошао све млађе категорије Партизана али никада није постао првотимац црно-белих. Потом одлази у Француску где наступа за Бурж, Каен, Ле Ман, Родез, Ред Стар, Шатеру и Монлисон у коме је почео тренерску каријеру.

## Тренерска каријера
Достанић је тренерску каријеру почео у француском нижелигашу Монлисону где је био тренер-играч. Касније је био помоћник Славољубу Муслину у Црвеној звезди а први српски клуб који је самостално водио је био Обилић током другог дела сезоне 2000/01. Након тога је поново био помоћник Муслину али овога пута у Левском из Софије. У јуну 2003. је преузео Сартид из Смедерева, али је клуб напустио већ у децембру исте године.
Током 2003. и 2004. године је водио Славију из Софије, да би у септембру 2004. преузео Црвену звезду наследивши Љупка Петровића који је поднео оставку након пораза у Купу УЕФА од Зенита (0:4). Као тренер Црвене звезде, Достанић је у шампионату 2004/05. завршио на другом месту, са шест бодова иза Партизана, док је у Купу изгубио у финалу од Железника. Смењен је у јулу 2005, а на његово место је дошао Валтер Зенга.
Након Звезде, Достанић је поново водио Славију из Софије, да би крајем 2006. године преузео ОФК Београд. ОФК Београд је био један од најбољих тимова Суперлиге у јесењем делу првенства, али је од доласка Достанића за тренера у зимској паузи кренуло све лоше по тим са Карабурме и завршило се тиме да је уместо у разигравању за титулу ОФК Београд морао у лигу за опстанак. Након испадања у плеј-аут Достанић је крајем марта 2007. поднео оставку. Свега недељу дана касније, Достанић преузима Бежанију која је претходно обезбедила играње у разигравању за титулу. Водио је тим до 4. места на табели што је највећи успех у историји ФК Бежанија. Тиме су остварили пласман у Куп УЕФА. Достанић је на крају сезоне напустио Бежанију у нади да ће наћи инострани ангажман, а клуб је преузео Милољуб Остојић који је испао већ на првој препреци у Купу УЕФА од албанске Бесе. Убрзо је Остојић напустио клуб а Достанић је крајем августа 2007. поново преузео Бежанију. Ипак Бежанија се после 7. кола налазила на претпоследњем месту Суперлиге са свега четири освојена бода, па је Достанић напустио клуб.
Током јесени 2007. године кратко је водио грчку Верију, а потом је у јануару 2008. преузео кинески Далијан где се такође није дуго задржао. Током лета 2008. преузима Вардар који је напустио у октобру исте године због тога што је Македонија признала независност Косова. Крајем октобра 2008. преузима прволигаша Срем из Сремске Митровице са циљем да клубу обезбеди суперлигашки статус. Након слабијих резултата Достанић је поднео оставку у априлу 2009. године. У јулу 2009. преузима Левски из Софије. Убрзо је са екипом освојио Суперкуп Бугарске. Водио је екипу у 3. колу квалификација за Лигу шампиона, у којој је елиминисао Интер из Бакуа. Ипак, потом је дошла елиминација у последњој рунди квалификација од мађарског Дебрецина, а растанак са Достанићем је дошао средином октобра 2009. након првенственог пораза од Берое из Старе Загоре са 1:0. Слабији резултати у првенству и чак 15 бодова мање од највећег ривала софијског ЦСКА коштали су Достанића посла.
У децембру 2009. Достанић је постао директор омладинске школе Црвене звезде, а већ у марту 2010. преузео је по други пут у каријери први тим „црвено-белих”. Заменио је Владимира Петровића Пижона који је претходно смењен иако је држао прво место на табели. Клуб је под тренерском палицом Достанића изгубио лидерску позицију на табели српског првенства, али је потом успео да освоји национални Куп. Достанић је оставку поднео у августу 2010. после елиминације Црвене звезде од Слована из Братиславе у трећем колу квалификација за Лигу Европе.
Током сезоне 2011/12. је водио грчки Дијагорас, а током 2013. је кратко био тренер грузијског Зестафонија. У новембру 2013. преузео је по други пут грчку Верију, која се у том моменту налазила на последњем месту првенства Грчке. Успео је да направи успех и сачува Верију у првој лиги Грчке. Током сезоне 2014/15. радио је у Тунису у редовима четвороструког првака Бизертина. Ипак није успео да до краја изгура сезону у овом клубу. Достанић је добио отказ у марту 2015. због серије слабих резултата тунишанског клуба. После три узастопна пораза, руководство Бизертина је одлучило да раскине уговор са Достанићем.
Током лета 2015. преузео је АЕЛ из Ларисе. У клубу се задржао до фебруара 2016. када је поднео неопозиву оставку и напустио кормило грчког друголигаша којег је предводио у 25 првенствених мечева. Разлог Достанићевог одласка је сукоб са најскупљим играчем тима Себастијаном Најаром. Управа клуба је одлучила да врати Аргентинца у тим после суспензије, а Достанић није желео да пређе преко тога и поднео је оставку. У јуну 2016. је преузео грчког прволигаша Левадијакоса. Водио је тим до јануара 2017. када је отпуштен након неколико слабих резултата.
У фебруару 2017. преузима по трећи пут грчку Верију, са задатком да помогне тиму да опстане у првој лиги Грчке. После девет првенствених мечева на клупи Верије, Достанић је отпуштен коло пре краја шампионата. У Верији је забележио биланс од три победе и шест пораза и то није било довољно да се избори опстанак. Коло пре краја, Верија се налазила на последњем месту на табели са пет бодова мање од Астераса који је први изнад зоне опстанка.
У јуну 2019. године преузима Земун. Водио је Земун на 17 утакмица у Првој лиги Србије (три победе, пет ремија и девет пораза) након чега је напустио клуб.
Крајем децембра 2019. је постављен за тренера Работничког. Достанић је на клупу Работничког сео када је овај тим био последњи у македонској Првој лиги, са четири бода мање од претпоследње Ренове. Од тада је забележио четири победе и реми против првопласираног Вардара. Са Достанићем се Работнички попео на осмо место на табели и у тренутку прекида првенства је имао три бода више од последњепласиране Струге. Како је сезона у македонском фудбалу отказана, Работнички је са Достанићем на клупи успео да избори опстанак. У јуну 2020. је продужио уговор са Работничким на још две године, али је у децембру исте године споразумно раскинута сарадња.
У јануару 2021. је постављен за тренера Зете.